# 만대항
만대항은 충청남도 태안군 이원면 내리에 있는 어항이다. 2010년 12월 10일 지방어항으로 지정되었다. 관리청은 충청남도, 시설관리자는 태안군수이다.

## 연혁
- 2004년 4월 28일 태안군은 만대항을 어촌정주어항으로 지정하였다.
- 2010년 9월 10일 충청남도는 다사항을 지방어항으로 지정하기 위한 타당성조사와 관련하여 사전환경성 검토서(초안)에 대하여 환경정책기본법 제25조의5 및 동법시행령 제8조의 규정에 의거 주민공람 및 주민설명회 개최를 공고하였다.[1]
- 2010년 12월 10일 충청남도는 만대항을 지방어항으로 신규지정 고시하였다.[2][3] 이에 따라, 태안군은 2010년 12월 17일 만대항을 어촌정주어항 해제를 고시하였다.[4]

## 어항 구역
만대항의 어항구역은 다음과 같다.
- 수역[5]: 본 선착장 기점 북측 100m 지점에서 직각인 E방향으로 340m 이동하고 SE방향으로 100m 이동하고 SW방향으로 280m 이동하고 평행한 W방향으로 220m 이동하고 NW방향으로 140m 이동하여 해안선과 접속한 지점 선내의 구역(86,000m2)
- 육역: 7,105m2

## 개발 계획
2008년 12월 10일 고시된 만대항의 개발계획은 다음과 같다.
- 호안 53m, 물양장 85m, 부지면적 7,105m2

## 주요 어종
- 우럭, 노래미, 농어, 실치, 까나리